# Culaea inconstans
Cá gai suối (Danh pháp khoa học: Culaea inconstans) là một loài cá trong họ Gasterosteidae, chúng là loài được ưa chuộng để nuôi làm cá cảnh nước ngọt.

## Phân bố
Chúng là một loài cá nước ngọt nhỏ được phân phối trên khắp nước Mỹ và Canada. Chiếm phần phía bắc của miền đông Hoa Kỳ, cũng như nửa phía nam của Canada. Các quần thể nhỏ nằm rải rác trên toàn lưu vực Mississippi-Great Lakes kéo dài đến Colorado, New Mexico, Kentucky, Tennessee, vv, mặc dù một số trong những khu vực không phải là nguồn gốc các loài.

## Đặc điểm
Nó phát triển đến chiều dài khoảng 2 inches, có một cơ thể thon với một cuống đuôi mỏng và một cái đuôi hình quạt giống như những cái gai. Những con cá nhỏ này sinh sống ở những dòng suối mát và hồ. Chúng đẻ trứng vào giữa mùa hè. Cá đực sẽ đảm bảo một lãnh thổ, xây dựng một tổ, và giao phối với con cái. Tổ được xây dựng bằng các loại cỏ thủy sinh. Cá trống cung cấp bảo vệ cho những quả trứng, tránh những kẻ săn mồi, và thường chết sau mùa sinh sản này. Đây được coi là một loài hàng năm.
Chúng ăn các loài động vật xương sống nhỏ, tảo, ấu trùng côn trùng và đôi khi trứng của chính mình. Chúng cũng bị ăn thịt lẫn bởi cá vược miệng nhỏ và cá chó phương Bắc. Thời gian chúng ăn thường là bình minh và hoàng hôn. Loài cá này không có cạnh tranh hoạt động chủ yếu từ cá tuế, nhưng lần cho ăn khác nhau, cùng với chế độ ăn uống. 